# شارلی اشکرافت
شارلی اشکرافت (انگلیسی: Charlie Ashcroft؛ ۳ ژوئیهٔ ۱۹۲۶ – ۱۳ مارس ۲۰۱۰) یک بازیکن فوتبال بود. 